# Timonius macrophyllus
Timonius macrophyllus är en måreväxtart som först beskrevs av Johannes Elias Teijsmann och Simon Binnendijk, och fick sitt nu gällande namn av Theodoric Valeton. Timonius macrophyllus ingår i släktet Timonius och familjen måreväxter.
Artens utbredningsområde är Moluckerna. Inga underarter finns listade i Catalogue of Life.